# Worotynowka (Kaliningrad)
Worotynowka (russisch Воротыновка, deutsch Szierandszen/Schierandschen, 1938–1945 Schierheide, Errehlen, 1938–1945 Rehlen, und Sakalehnen, 1938–1945 Falkenort), (litauisch Sakalėliai) ist ein Ort in der russischen Oblast Kaliningrad. Er gehört zur kommunalen Selbstverwaltungseinheit Stadtkreis Tschernjachowsk im Rajon Tschernjachowsk. Die Ortsstellen Errehlen/Rehlen und Sakalehnen/Falkenort sind verlassen.

## Geographische Lage
Worotynowka liegt 21 Kilometer nordöstlich der Stadt Tschernjachowsk (Insterburg) an einer Nebenstraße, die von Pridoroschnoje (Seßlacken) über Wischnjowoje (Medukallen, Ksp.  Grünheide, 1938–1946 Honigsberg) nach Schilino (Szillen, 1936–1946 Schillen) führt. Die nächste Bahnstation ist Kaluschskoje (Grünheide) an der Bahnstrecke Tschernjachowsk–Sowetsk (Insterburg–Tilsit).

## Geschichte

### Szierandszen/Schierandschen (Schierheide)
Das seinerzeit Januschken genannte kleine Dorf wurde vor 1679 gegründet. Im Jahre 1874 kam es in den neu errichteten Amtsbezirk Grünheide, der bis 1945 bestand und zum Kreis Insterburg im Regierungsbezirk Gumbinnen der preußischen Provinz Ostpreußen gehörte.
Im Jahre 1910 waren in Szierandszen 201 Einwohner registriert. Ihre Zahl stieg bis 1933 auf 213 und betrug 1939 nur noch 181. Bereits am 17. September 1936 änderten sich die Namensschreibweise von Szierandszen in „Schierandschen“. Am 3. Juni 1938 (amtlich bestätigt am 16. Juli 1938) wurde der Ort dann in „Schierheide“ umbenannt.
In Folge des Zweiten Weltkrieges kam das Dorf im Jahre 1945 mit dem nördlichen Ostpreußen zur Sowjetunion.

### Errehlen (Rehlen)
Die Ortschaft Errehlen bestand vor 1945 lediglich aus einem kleinen Hof. Im Jahre 1874 kam der Ort in den neu errichten Amtsbezirk Moulienen (1938–1946: Moulinen, heute russisch: Michailowka). Er war bis 1922 Teil des Kreises Ragnit und danach des Kreises Tilsit-Ragnit im Regierungsbezirk Gumbinnen der preußischen Provinz Ostpreußen. In Errehlen lebten 1910 74 Menschen.
Am 27. September 1929 gab Errehlen seine Eigenständigkeit auf und wurde in die Landgemeinde Sakalehnen eingegliedert. Am 3. Juni 1938 erhielt das Dorf den neuen Namen „Rehlen“. Im Jahre 1945 teilte der Ort das Schicksal aller Orte im nördlichen Ostpreußen und wurde der Sowjetunion zugeordnet.

### Sakalehnen (Falkenort)
Nur ein paar kleine Gehöfte bildeten zu Beginn des 20. Jahrhunderts das Dorf Sakalehnen. Es gehörte zwischen 1874 und 1945 zum Amtsbezirk Moulienen (1938–1946: Moulinen, russisch: Michailowka), der bis 1922 zum Kreis Ragnit, danach bis 1945 zum Kreis Tilsit-Ragnit im Regierungsbezirk Gumbinnen der preußischen Provinz Ostpreußen gehörte.
Im Jahre 1910 waren in Sackalehlen 84 Einwohner gemeldet. Ihre Zahl stieg bis 1933 auf 119 und betrug 1939 noch 98.
In die letztere Zahl waren bereits die Einwohner von Errehlen (1938–1946: Rehlen) einbezogen. Ihr Ort wurde am 27. September 1929 nach Sakalehnen eingemeindet. Am 3. Juni 1938 wurde auch Sakalehnen aus politisch-ideologischen Gründen umbenannt und erhielt den Namen „Falkenort“. Sieben Jahre später kam das Dorf zur Sowjetunion.

### Worotynowka
Die drei Orte Szierandszen/Schierandschen (Schierheide), Errehlen (Rehlen) und Sakalehnen (Falkenort) wurden im Jahr 1947 unter der russischen Bezeichnung Worotynowka zusammengefasst. Gleichzeitig wurde Worotynowka in den Dorfsowjet Kaluschski selski Sowet im Rajon Tschernjachowsk eingeordnet. Von 2008 bis 2015 gehörte der Ort zur Landgemeinde Kaluschskoje selskoje posselenije und seither zum Stadtkreis Tschernjachowsk.

## Kirche
Vor 1945 war die Bevölkerung in Szierandszen/Schierandschen (Schierheide), Errehlen (Rehlen) und Sakalehnen (Falkenort) fast ausnahmslos evangelischer Konfession. Gehörte Szierandszen zum Kirchspiel der Kirche Grünheide im Kirchenkreis Insterburg, so waren Errehlen und Sakalehnen zur Kirche Kraupischken (1938–1946: Breitenstein, russisch: Uljanowo) im Kirchenkreis Tilsit-Ragnit. Beide Kirchenregionen gehörten zur Kirchenprovinz Ostpreußen der Kirche der Altpreußischen Union.
Heute liegt Worotynowka im Einzugsbereich der in den 1990er Jahren neu entstandenen evangelisch-lutherischen Gemeinde in Schtschegly (Saugwethen, 1938–1946 Saugehnen), die zur Kirchenregion Tschernjachowsk (Insterburg) in der Propstei Kaliningrad der Evangelisch-lutherischen Kirche Europäisches Russland gehört.